# Municipio de Vienna (Kansas)
El municipio de Vienna (en inglés: Vienna Township) es un municipio ubicado en el condado de Pottawatomie en el estado estadounidense de Kansas. En el año 2010 tenía una población de 86 habitantes y una densidad poblacional de 1,1 personas por km².

## Geografía
El municipio de Vienna se encuentra ubicado en las coordenadas 39°25′37″N 96°10′26″O / 39.42694, -96.17389. Según la Oficina del Censo de los Estados Unidos, el municipio tiene una superficie total de 78.3 km², de la cual 78,12 km² corresponden a tierra firme y (0,22 %) 0,17 km² es agua.

## Demografía
Según el censo de 2010, había 86 personas residiendo en el municipio de Vienna. La densidad de población era de 1,1 hab./km². De los 86 habitantes, el municipio de Vienna estaba compuesto por el 97,67 % blancos y el 2,33 % eran de una mezcla de razas. Del total de la población el 2,33 % eran hispanos o latinos de cualquier raza.